# Christof Schelbert
Christof Schelbert (* 14. Januar 1956 in Olten) ist ein Schweizer Maler, Graphiker, Zeichner und Installationskünstler. Schelbert gestaltet Bücher und Zeitschriften und ist Professor an der Hochschule für Gestaltung und Kunst Basel.

## Leben und Wirken
Christof Schelbert wuchs in seiner Geburtsstadt Olten auf. Ab 1972 besuchte er dort und in Solothurn ein Lehrerseminar. Anschliessend studierte er von 1977 bis 1980 an der Schule für Gestaltung Basel das Lehramt für bildende Kunst und danach das höhere Lehramt am Pädagogischen Institut Basel-Stadt. Von 1981 bis 2000 lehrte er an der Schule für Gestaltung Basel. Danach war er als Abteilungsleiter und Dozent an der Hochschule für Gestaltung und Kunst Basel tätig. 2002 wurde ihm der Professorentitel verliehen. Seit 2006 leitet er das Institut Lehrberufe für Gestaltung und Kunst an der Hochschule für Gestaltung und Kunst in Basel.
Im Jahr 2005 erhielt er den Kunstpreis der Baloise Bank SoBa, 2012 den Anerkennungspreis des Kantons Solothurn.
Schelbert ist seit 1982 mit Iris Schelbert-Widmer (* 1956), Lehrerin und Stadträtin von Olten, verheiratet. Sie leben in Olten und haben zwei Töchter. Schelberts Bürgerort ist Steinen SZ.